# Allur
Allur —  казахстанская автомобильная компания, занимающаяся производством и реализацией автотранспортных средств на территории Казахстана и стран ближнего зарубежья. На сегодняшний день является официальным производителем, дистрибьютором и дилером автомобильных брендов Kia, Chevrolet, JAC, Jetour, Hongqi и Skoda.

## История компании
2003: Основание
История казахстанской автомобильной компании Allur началась с создания небольшой станции технического обслуживания автомобилей в г. Алматы.
2004 - 2010: Развитие дилерской сети
В этот период компания активно развивала дилерскую сеть брендов SsangYong, Suzuki, Peugeot и Mitsubishi.
2010 - 2013: Открытие завода и начало производства
Компания завершает модернизацию завода «СарыаркаАвтоПром» в г. Костанай и запускает первое в Казахстане серийное CKD-производство автомобилей SsangYong Nomad.
2015 - 2018: Начало стратегического партнерства с JAC
В 2015 году Allur и JAC начинают сотрудничество с производства и продаж легковых автомобилей китайского бренда JAC. В 2016 году Allur, первым среди автомобильных компаний в Казахстане, получает сертификацию на выпуск электромобилей. В том же году с завода «СарыаркаАвтоПром»выходит первая «электричка» - JAC iEV7. В 2017 году Allur налаживает мелкоузловое производство модели JAC S3 и объявляет о первых экспортных поставках. В 2018 году портфель Allur пополняется моделями коммерческой техники JAC.
2019: Лидер отрасли 
Компания становится лидером среди автопроизводителей на территории Казахстана. За год производственная площадка «СарыаркаАвтоПром» выпустила более 25 000 автомобилей.
2020: Начало сотрудничества с Chevrolet
В партнерстве с узбекским автомобильным холдингом АО «Узавтосаноат» Allur начинает производство автомобилей бренда Chevrolet. Менеджмент качества отвечает требованиям брендодержателя — американского концерна General Motors. В этом же году Allur получает статус официального дистрибьютора бренда Chevrolet и становится лидером казахстанского рынка по продажам новых автомобилей.
2021: Kia присоединяется к портфелю брендов Allur
Компания запускает производство и дистрибуцию автомобилей южнокорейского бренда Kia. В этом же году бренд Kia входит в пятерку самых популярных брендов среди казахстанцев.
2022: Ребрендинг
Состоялся ребрендинг с объединением всех направлений деятельности компаний группы – розничной сети, офисов дистрибуции и завода «СарыаркаАвтоПром» под единый зонтичный бренд Allur.
2023: Углубление локализации производства. Расширение портфеля.  
В начале года Президент Республики Казахстан Касым-Жомарт Кемелевич Токаев в рамках рабочей поездки в Костанайскую область посетил завод Allur, где дал старт CKD-производству автомобилей Kia Sportage. Allur становится первой площадкой в Средней Азии и СНГ для мелкоузлового производства обновленной модели.
В этом же году портфель компании пополняется китайскими автомобильными брендами Jetour и Hongqi. А также было подписано соглашение с Volkswagen Group с целью возвращения на казахстанский рынок марки Skoda с локализацией производства в Костанае.

## Производство и деятельность
Костанайский автомобильный завод Allur является крупнейшим автопроизводителем Республики Казахстан. Предприятие отвечает требованиям промышленной сборки, в рамках которой выполняются работы по сварке, окраске и сборке кузовов. Линейка производимой продукции предприятия в настоящее время представлена брендами JAC, Chevrolet, Kia, Jetour, Hongqi, Skoda.

Общая площадь предприятий — 356 тыс. кв. м. Производственная площадь заводов составляет 104 тыс. кв. м, а мощность — более 125 тыс. единиц в год. За 13 лет деятельности на заводе произведено более 300 тыс. единиц автомобилей.

## Дистрибуция
На сегодняшний день компания Allur является официальным дистрибьютором и стратегическим партнером на территории Казахстана автобрендов Chevrolet, Kia, JAC, Jetour, Hongqi и Skoda.
Allur имеет 10 собственных дилерских центров в Астане и Алматы и более 80 дилеров партнеров по всему Казахстану.  Каждый из них имеет собственную сервисную службу, которая предоставляет оригинальные запчасти и осуществляет гарантийное обслуживание.
В 2021 году компания первой в СНГ запустила полный цикл покупки автомобилей онлайн, с возможностью оформления по безналичному расчету или в кредит.
С 2021 года бренд Chevrolet является №1 по продажам на официальном рынке Казахстана.
В 2023 году казахстанцам была представлена новая модель сегмента доступных седанов Chevrolet Onix. Через 2 месяца после старта продаж седан занял вторую строчку в рейтинге официальных продаж Республики Казахстан, после Chevrolet Cobalt.
В 2015 году начато сотрудничество Allur с компаний JAC Motors. В 2017 году JAC первым перешёл на мелкоузловую сборку (по методу CKD). Как отдельная дистрибуция JAC Motors Qazaqstan зарегистрирована в 2020 году. Автомобили данного бренда производятся для скорой помощи, полиции и пожарной службы.
В 2023 г. презентована новая модель JS6, флагман линейки.
После присоединения бренда Kia к портфелю Allur в 2021 году продажи зафиксировали рекорд бренда за последние пять лет.
Южнокорейская марка Kia выбрала Казахстан лучшим дистрибьютором 2023 года. На международной конференции Kia в Южной Корее г-н Хо-сунг Сонг отметил страны, где достигнуты выдающиеся показатели уровня доверия клиента к марке и сервису, и одной из них стал Казахстан.
В мае 2023 года в портфеле компании Allur появилась дистрибуция бренда Jetour. В настоящее время в Казахстане открылось 20 дилерских центров бренда. Модельный ряд представлен в стране 4 кроссоверами: X70, X70Plus, Dashing, X90Plus.
Летом 2023 года прошла пресс-конференция, на которой Allur анонсировал выход премиального китайского автомобильного бренда Hongqi.
В декабре 2023 года Астане состоялось подписание соглашения между компаниями Allur и Skoda Auto. На первом этапе на рынке страны будет представлено 4 модели бренда: Karoq, Kamiq, Kodiaq и Octavia.

## Достижения и награды
Первую награду Allur получила в 2011 году на фестивале «Выбор года». В том же году компания получила народный знак качества «Безупречно» от Национальной лиги потребителей. 
В 2013 году завод выиграл престижную номинацию «Лидер индустриализации» на премии президента РК «Алтын Сапа».
В 2015 году учредители премии «Авто года» отметили завод за первый в стране автомобиль, который произведен по полному циклу. 
Компания трижды, в 2016, 2022 и 2023 годах, удостаивалась региональных побед на конкурсе «Лучший товар Казахстана». А в 2018 году работники Allur победили в номинации «Лучший товары производственного назначения».   
В 2021 году Allur Motor Qazaqstan выбран лучшим дистрибьютором за успешный запуск завода в Казахстане.
В 2022 году Kia Qazaqstan получил награду Kia Innovator of the year.
На международной конференции Kia в Южной Корее команда Allur была выбрана лучшим региональным дистрибьютором бренда Kia 2023 года.

## Корпоративно-социальная ответственность
По инициативе руководства компании создан корпоративный фонд Allur Trust. Коллектив поддерживает фонд «Ана Yйi - Дом Мамы», который осуществляет свою деятельность для профилактики социального сиротства и уменьшения количества детей, ежегодно попадающих в детские дома. Также фонд ведет шефство над школой-пансионатом для одаренных детей iQanat. Школа реализует социально-образовательные проекты и программы, направленные на поддержку сельских учеников и учителей во всех регионах Казахстана.
Фонд поддерживает спортивные организации – федерации триатлона и настольного тенниса Костанайской области. В 2024 году планируется строительство центра настольного тенниса в г.Костанай по международным стандартам.
На базе команды Allur сформирована костанайская сборная по футзалу, которая выступает в первенстве города Астаны. Команда является многократным призером, чемпионом лиги в столице, чемпионом Казахстана. В конце 2022 года команда выиграла кубок промышленных предприятий Таможенного Союза в Москве, а в мае 2023 года - интерконтинентальный кубок мира в Испании, обыграв Францию, Бразилию, Испанию, Колумбию и Австралию.
В 2024 ФК «Тобол» и автомобильная компания Allur заключили соглашение о партнерстве на сезон.
Из средств компании оказана материальная помощь в размере 100 млн. тенге пострадавшим от лесных пожаров в Костанайской области в 2022 году.
Завод строит досугово-оздоровительный кампус-общежитие на 300 человек, в котором будут жить работники отрасли, в том числе семьями. Рассматривается вопрос строительства детского сада для детей сотрудников. 
Компания ежегодно поддерживает проведение крупного музыкального фестиваля Kostanay MusicFest, на средства от продажи билетов были закуплены слуховые аппараты, благодаря которым слабослышащие дети получили шанс на полноценную жизнь.
В рамках борьбы с пандемией Covid-19 в 2020 году переданы 100 ед. передвижных медицинских комплексов на базе туристического автобуса Yutong ZK6122H9 для Министерства здравоохранения РК во все регионы РК для осуществления деятельности в отдаленных районах.
Также передано 376 ед. автомобилей скорой медицинской помощи на базе автомобиля JAC Sunray, предназначенных для проведения лечебных мероприятий, транспортировки пациентов и мониторинга их состояния. 
В борьбе с пандемией COVID-19 важную роль сыграли 194 ед. автомобилей Chevrolet Damas, которые были направлены в регионы для оказания срочной медицинской помощи.
Chevrolet совместно с Kaspi в период пандемии разработал и дооснастил специальным оборудованием санитарные автомобили медицинским работникам в количестве 100 ед. модели Chevrolet Damas.

## Образование
В компании Allur внедрена эффективная система подготовки кадров и развития человеческих ресурсов. Она реализуется на базе Корпоративного университета Allur. Благодаря этому выстраивается работа с учащимися школ, колледжей и вузов.
Образовательная стратегия Allur основана на примере международного опыта, который включает в себя формирование инженерного мышления с раннего детства. Так, программа Allur Kids направлена на организацию экосистемы творческого развития в детских садах, а программа Allur Space на примере лучших мировых кейсов будет способствовать продвижению в казахстанских школах инженерных и научных классов.
В рамках программы сотрудничества «Интеграция бизнеса, образования и науки» по заказу компании Allur НАО Евразийский национальный университет имени Л.Н. Гумилева разработал инновационную программу ЕМВА «Социолог-аналитик в сфере экономики и маркетинга», которая даст возможность выпускникам укрепить устойчивость карьерного роста в организации.
Колледжи входят в единую систему профессиональной подготовки кадров и дуального обучения компании.  Совместно с предприятием трансформируются и реализуются образовательные программы по специальностям автомобилестроительной отрасли, электроснабжению, экологии и природоохранной деятельности, сварочным и окрасочным технологиям и т.п. 
Компания является попечителем Костанайского колледжа автомобильного транспорта и активно участвует в развитии материально-технической базы колледжа. Построены конференц-зал, спортивные объекты, учебные лаборатории, открыт центр профессиональных компетенций Allur по технологии мелкоузлового производства CKD, где будет осуществляться подготовка студентов колледжа и молодых специалистов завода.  В 2023 году колледж открыл специальность «Автомобилестроение».
С учетом демографического роста в регионах (по стране 78%) и необходимости трудоустройства молодежи Allur развивает национальный контент через открытие групп с казахским языком обучения в колледжах и вузах и формирует для студентов технические словари с толкованием терминов и их визуализацией. На базе Костанайского колледжа открыта библиотека, одной из задач которой является развитие Soft skills, а также общей читательской культуры.
С 2022 года идет набор в целевые группы – 210 студентов обучаются под потребности производства Allur и с первого курса охвачены корпоративной культурой и профориентационной работой.
За 3 года оплачиваемую практику на предприятии прошли более 3000 студентов колледжей и ВУЗов, которым выплачивается ежемесячная заработная плата, предоставляется бесплатное питание и проезд.
Совместно с ВУЗами и колледжами разработано и трансформировано 10 образовательных программ.
На базе Satbayev University разрабатываются образовательные программы под потребности производства. Уже есть выпускники, ставшие сотрудниками производства, которые реализуют темы своих дипломных работ непосредственно на рабочих местах. Развивается сотрудничество с отделом коммерциализации Nazarbayev University.
Allur наладил сотрудничество с зарубежными вузами, такими как HAMK University of applied sciences, Университет прикладных наук ХАМК Финляндия, Туринский политехнический университет Италия, Корпоративный университет DMG MORI Academy Германия. Данное сотрудничество затрагивает сферу прикладных образовательных программ под компетенции производств. 

## Галерея

Главный вход завода Allur в Костанае
Сварочный цех завода Allur